# 楊清溪
楊清溪（1908年5月3日—1934年11月3日），臺灣高雄右昌人，臺灣飛行先驅，是臺灣航空史上第五位飛行員，也是臺灣第一個私人飛機擁有者和首位空難罹難者。

## 生平
楊清溪出身高雄右昌望族，父親楊雲階乃前清生員。楊清溪自學生時代即熱愛運動，並有志於飛行。畢業於臺南長老教中學（今長榮中學），即赴日就讀明治大學，1930年入東京多摩郡的立川飛行學校學習飛行，昭和八年（1933年）取得二等飛行士執照。 後由兄長楊亦安、楊仲鯨資助，以二千圓向日本陸軍購買薩爾牟遜式（Salmson 2 A2型）的退役偵查機，經整修後命名為「高雄號」。當時日本全國之民間飛機僅有6架，楊清溪乃臺灣第一人擁有私人飛機者。
 于1934年6月登錄為編號 J-BEQF (擁有者為 Yho (Yoh?) ，乃楊姓的日語音）。

## 環島飛行
昭和九年（1934年）8月，臺北市組隊參加於東京舉辦知都市對抗野球賽，楊清溪駕駛高雄號於比賽場地作低空飛行並散發傳單，為家鄉的臺北隊打氣。楊清溪原本的飛行計畫，乃自東京起飛，經朝鮮、青島、上海、南京、福州，在穿越臺灣海峽抵達臺灣。但當時正值1931年起「中日局部戰爭」開打之際，楊清溪向中國政府申請借道飛行時，因為其為日本殖民地居民之敏感身份而被拒絕。因此於昭和九年（1934年）9月27日，將解體的高雄號機體由恆春丸運抵基隆，後運至臺北練兵場機庫組合。同年10月17日，自臺北練兵場升空，展開首度環島飛行。沿途楊清溪於臺南長老教中學及高雄故鄉低飛，受到熱烈歡呼，並在母校及母親的墓上投下花束。同日上午11時30分左右，降落屏東的飛行第八聯隊機場，完成自臺北一路飛抵南臺灣飛行之旅。
楊清溪原計畫經臺東、花蓮、宜蘭飛回臺北，但因花東天候不佳，故於同日下午1時30分起飛改沿西海岸返航。途中因引擎及天候因素，臨時降落於通霄海灘，至10月19日上午再度起航返回臺北練兵場。1934年10月28日，應贊助者楊肇嘉之邀，至中部作訪問飛行。

## 空難殞落

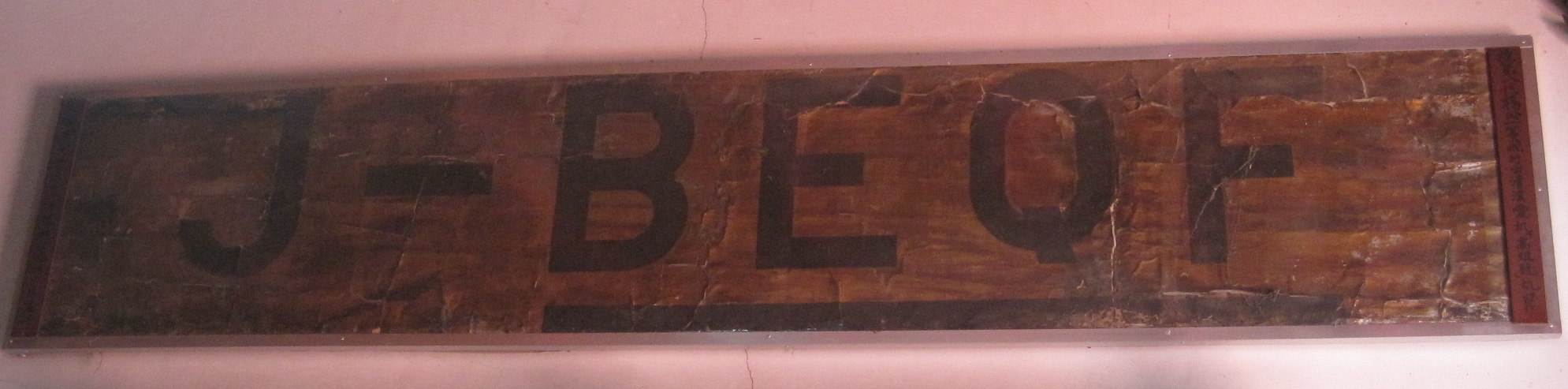
飛機「高雄號」機翼

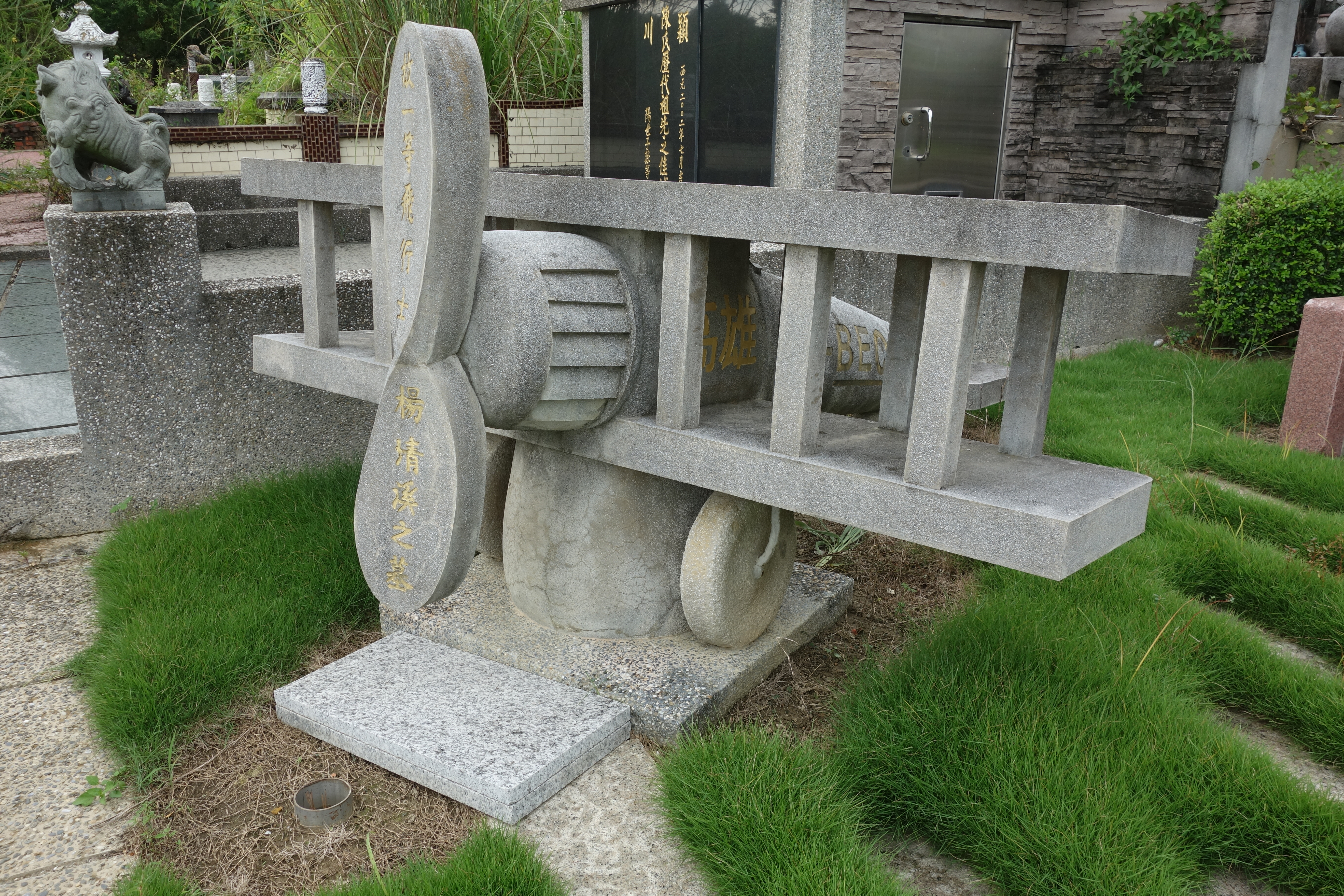
燕巢三信墓園內楊清溪墓

1934年11月3日，楊清溪依計畫展開環島飛行。出發之前，為了答謝其飛行事業的贊助者，特別安排載客飛行，首位搭載的乃是臺中富商鄧錫明。著陸後，第二次由楊清溪搭載大稻埕北街中和商行老闆王德福，於臺北上空迴繞二圈，在8時19分返航著陸時意外墜落於東園町的菜頭園裏，楊清溪當場殞命，王德福則於送醫途中不治。楊清溪壯志未酬，身故時年僅27歲，日本帝國遞信大臣追贈他為一等飛行士。
日治時期臺灣本島人共有8人接受日本飛行訓練而取得商用航空飛行員資格，其中有括謝文達、徐雄成、陳金水、彭金國、楊清溪、賴春貴、黃慶、張坤燦。
楊清溪意外去世後，親友為他在失事現場立碑、請人雕塑銅像與高雄號的模型。此外楊清溪的墓亦做成飛機造型，而高雄號仍有機翼的部分殘骸保存在右昌楊家古厝的正廳裡，旁邊寫著「故第八代楊公一等飛行士楊清溪愛機『高雄號』機翼」。

## 華中河濱公園楊清溪紀念碑移置事件

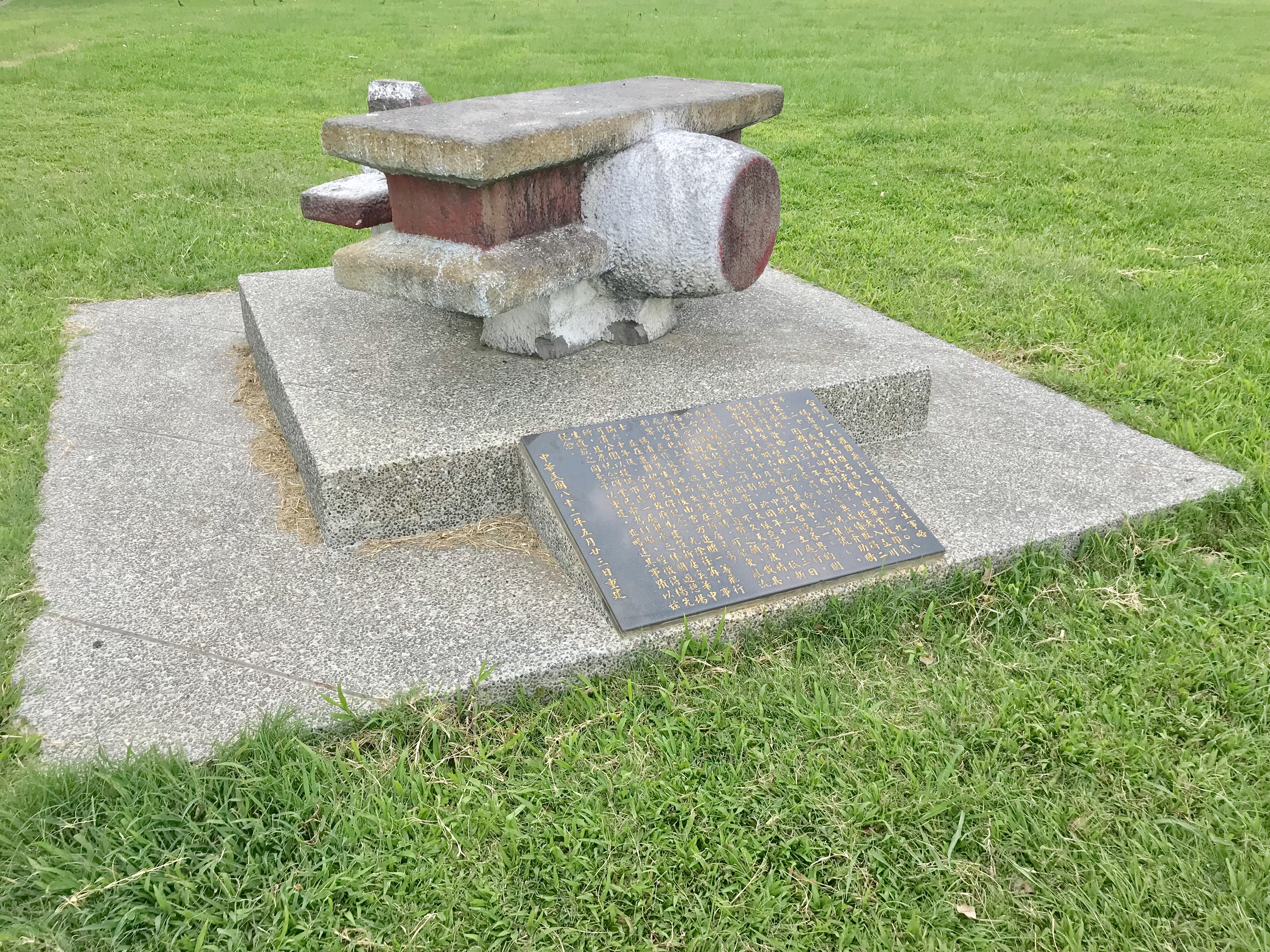
馬場町紀念公園楊清溪紀念碑

2013年3月台北市水利處同意因應中國安利萬人陸客團來台旅遊，於華中河濱公園露營場搭棚辦活動，而將華中河濱公園中的楊清溪飛行士紀念碑及模型飛機移置，受到遙控飛機玩家的抗議，此處河濱露營場原本即遙控飛機玩家活動的場域。

## 家族
父親楊雲階為清國文秀才，兄長則有楊亦安、楊仲鯨。